# 台鐵E500型電力機車
台鐵E500型電力機車是臺灣鐵路公司所擁有的幹線用大型電力機車，由日本電機大廠東芝製造，為台鐵第1款日本製造的電力機車。

## 歷史
2015年，臺灣鐵路管理局提出的整體購置以及汰換車輛計畫中（2015年-2024年）包括102輛機車頭採購案，其中68輛為電力機車，預計替換包括E1000型和E200－E400型電力機車。本型車規劃搭載4G網路訊號機，當車輛故障時，網路訊號機能將故障訊息傳回機務段讓機務人員進行維修，是臺鐵車輛中首度配置此功能的車型。
2022年，交通部於新春記者會簡報中公布其命名與鳴日號列車運用外觀。
2023年9月17日，首輛車E501抵達花蓮港八號碼頭，待申報海關的防護無線電文件手續備齊，於23日迴送至花蓮機務段，預計將進行約95天整備期，以及於10月28日在潮州車輛基地辦理新車見面會。
2024年9月18日，E500型開始試營運，預計將會牽引PP客車和莒光號客用車、以及鳴日號等觀光列車。同年9月30日，E500新電力機車啟航儀式在七堵車站举行，啟航列車121次自強號由七堵開往屏東。

## 規格與構造

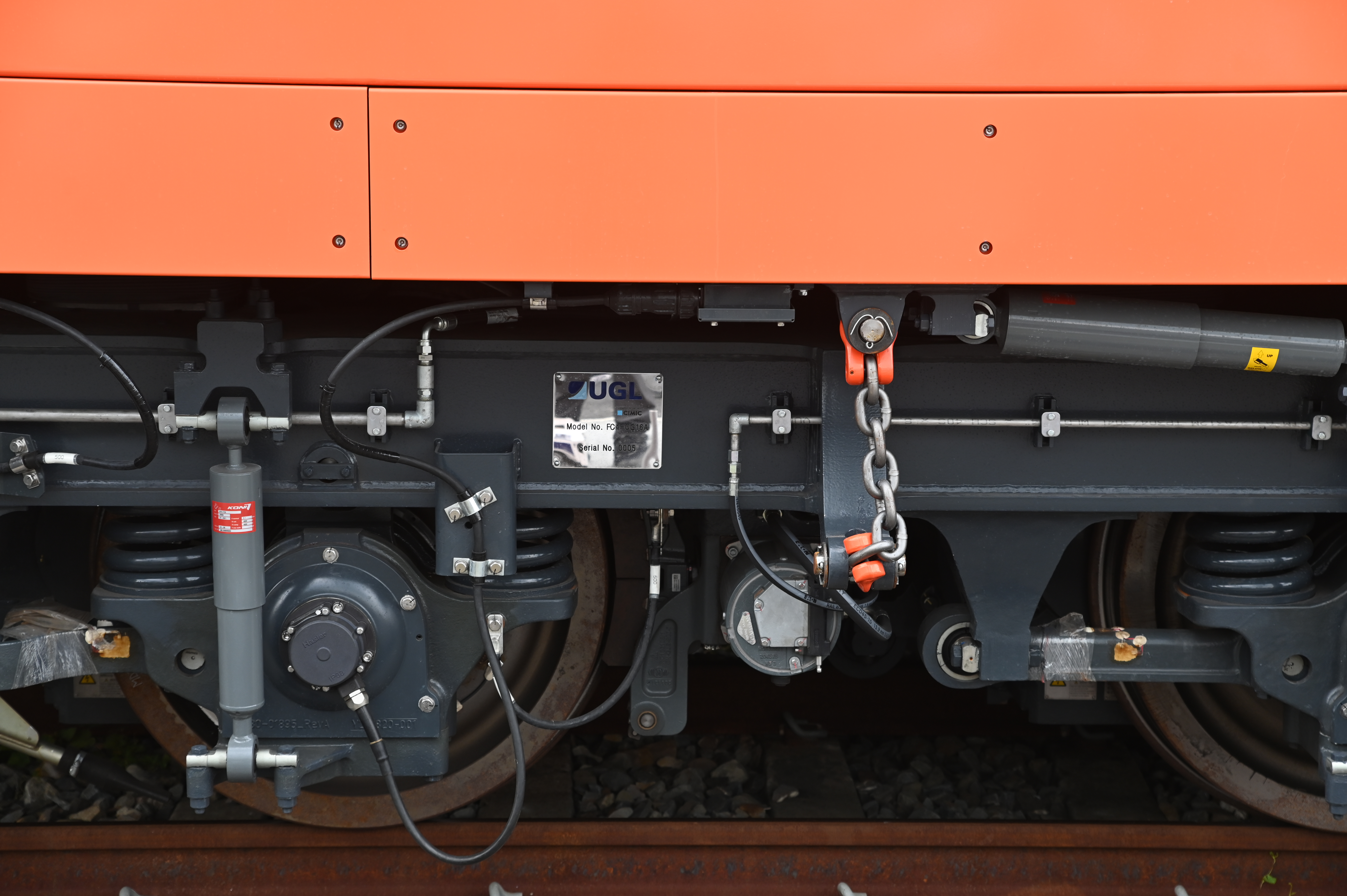
E500型採用澳洲UGL Rail生產的Co′Co′轉向架
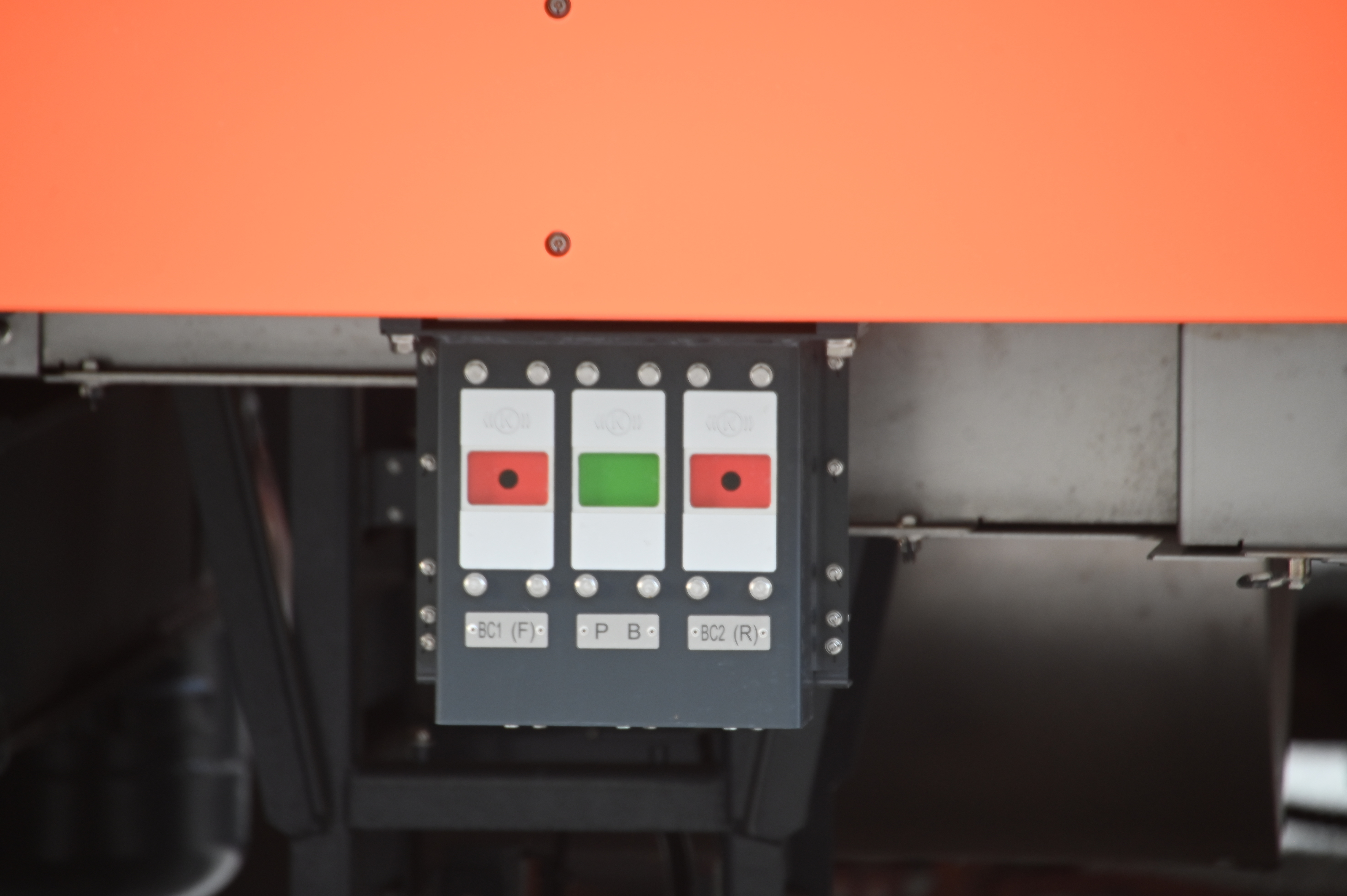
E500型位於車下的軔機狀態指示燈

外觀
日本東芝於專利登記網站所登錄的外觀樣式。
轉向架及制軔
使用澳洲UGL Rail生產的Co′Co′型轉向架，軔機系統與台鐵其它系統貫通。
其它設備
包含了ATP、通訊系統、行車記錄以及LCMS（機車控制監視系統）。

## 機電設備
本型車規劃搭載4G網路訊號機，於車輛故障時可將故障訊息傳回機務段。

## 得獎
設計獎
獲得日本2023年優良設計獎BEST100獎項。

## 圖片

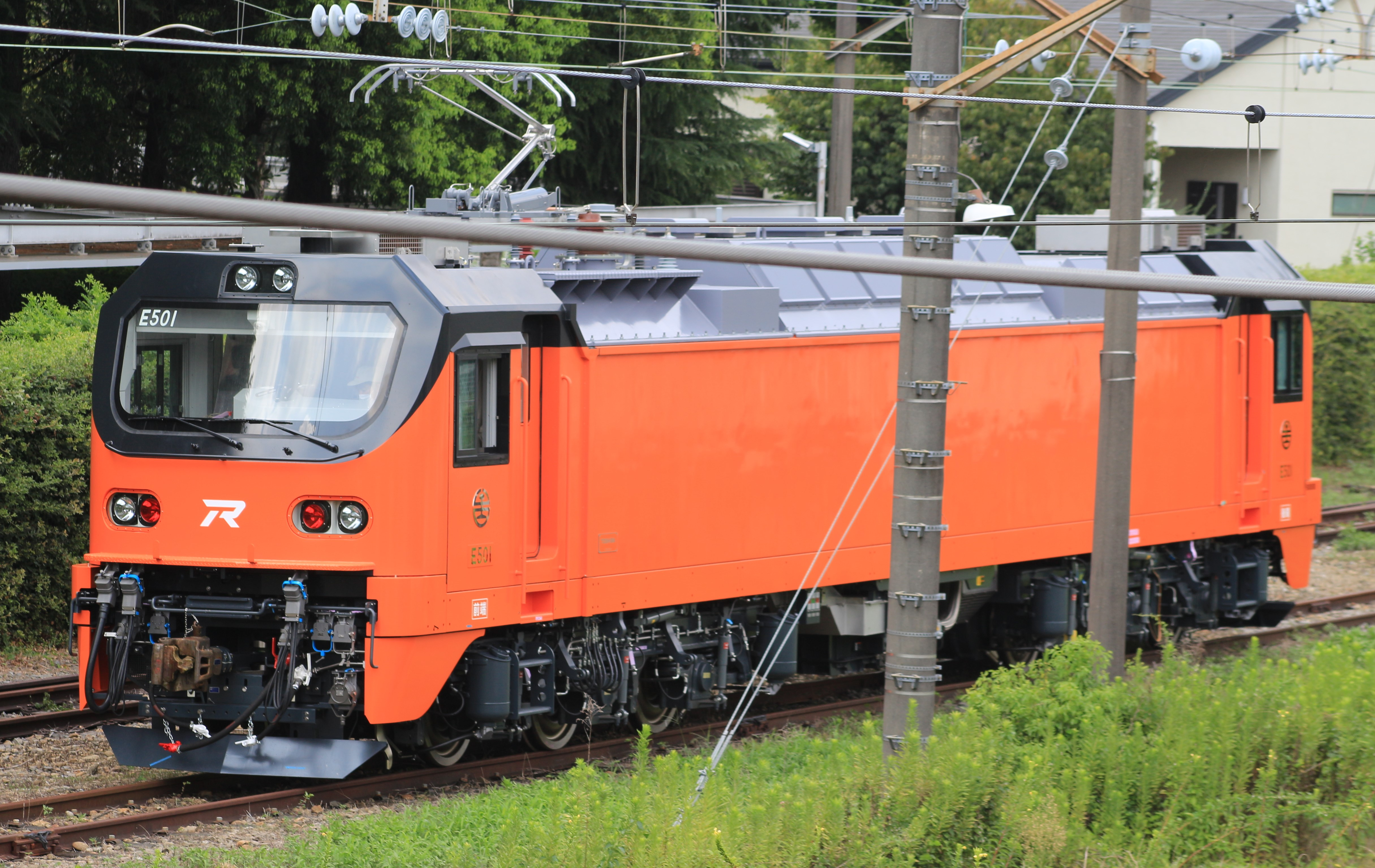
在日本北府中站測試的E501
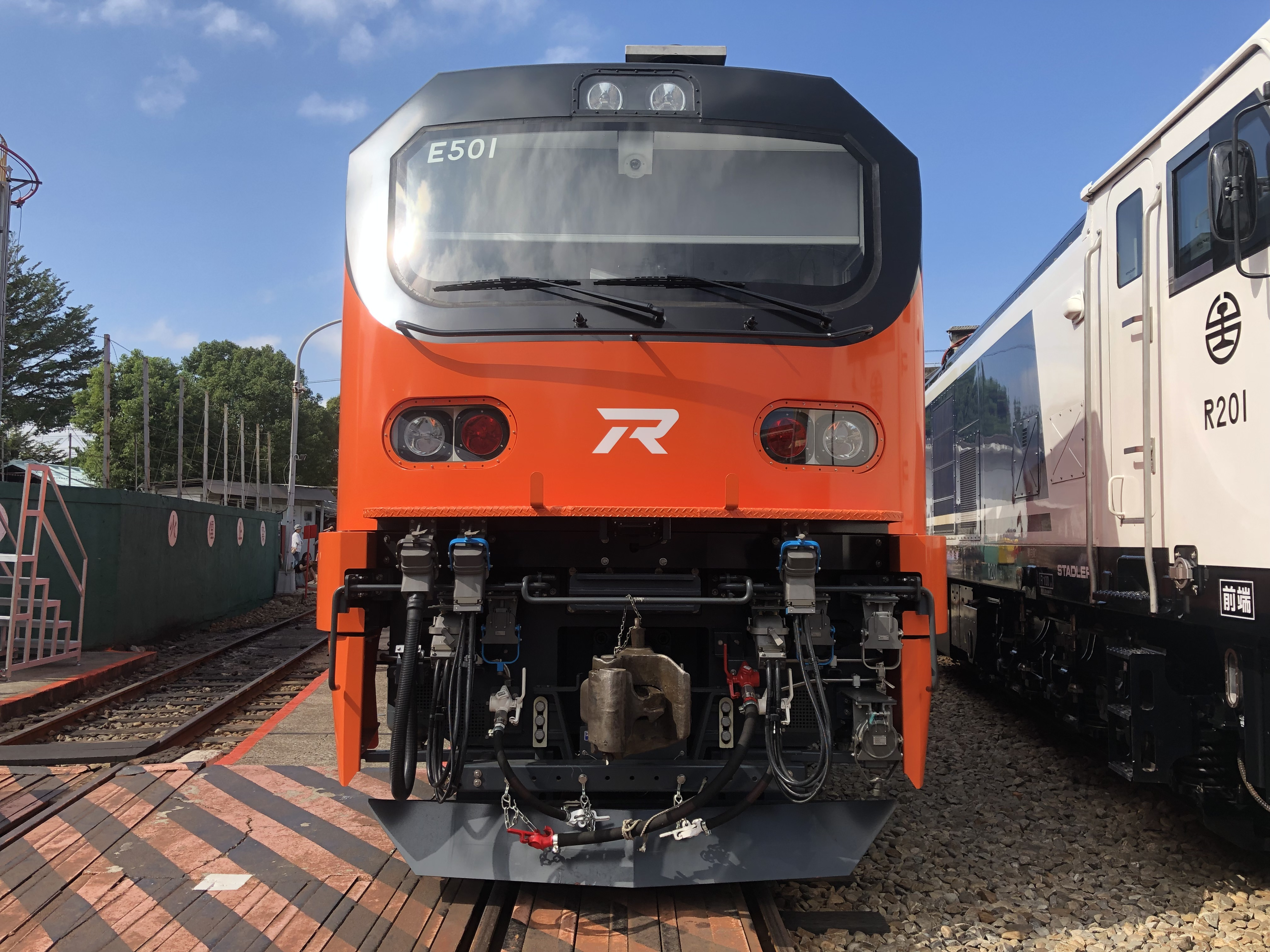
在彰化扇形車庫內的E501
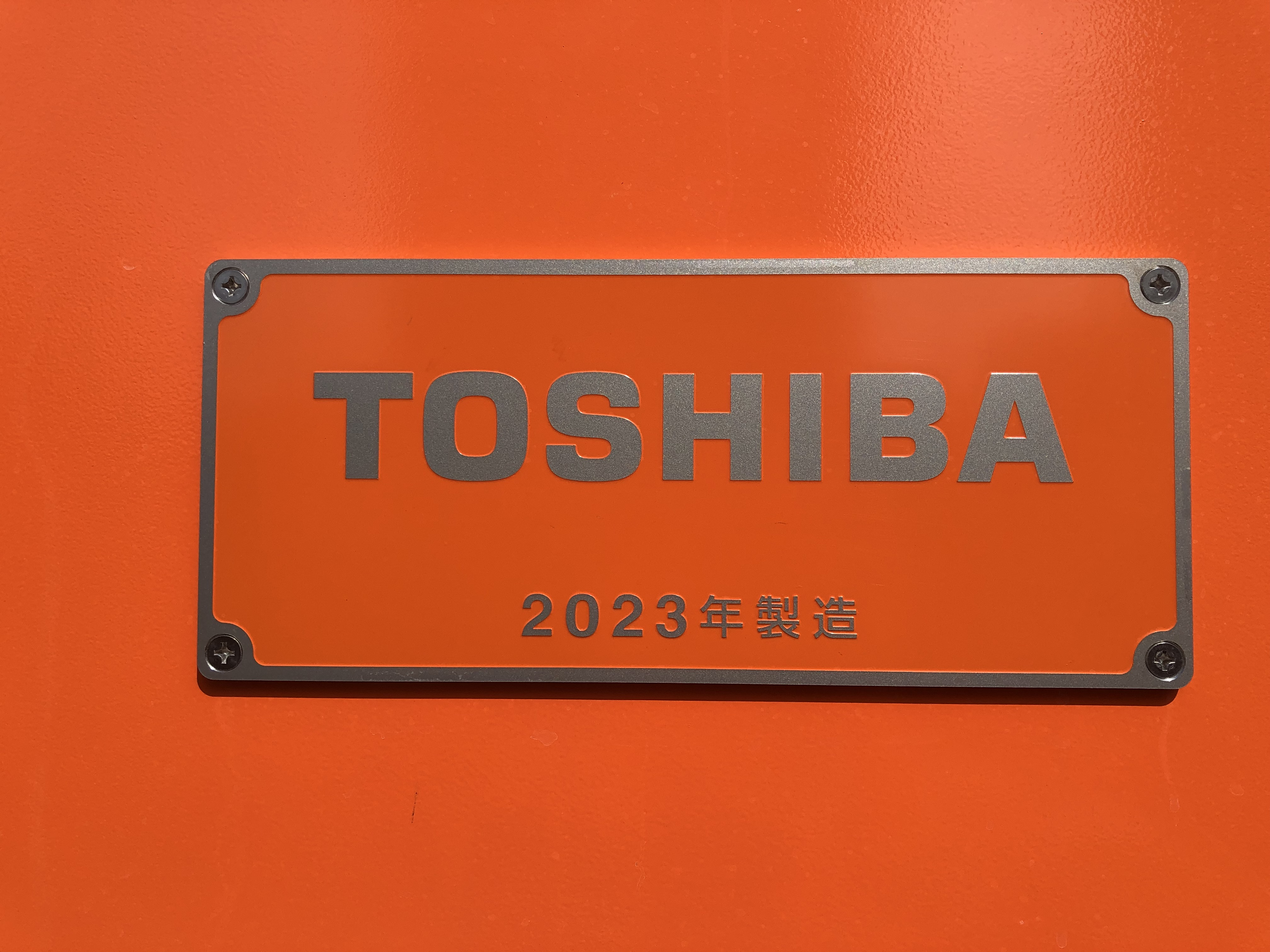
出廠銘板，非塗裝形式
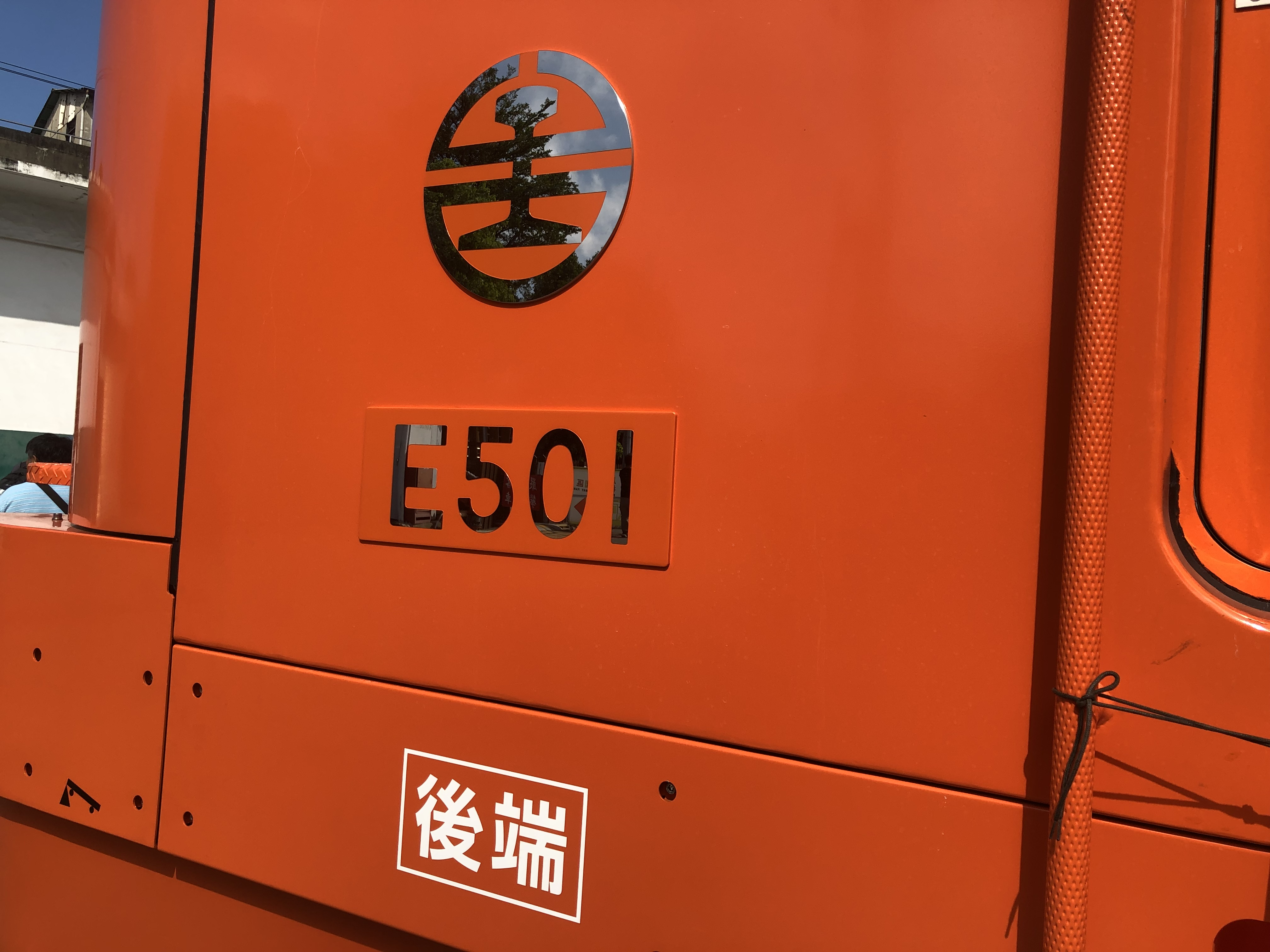
非塗裝形式車輛表記
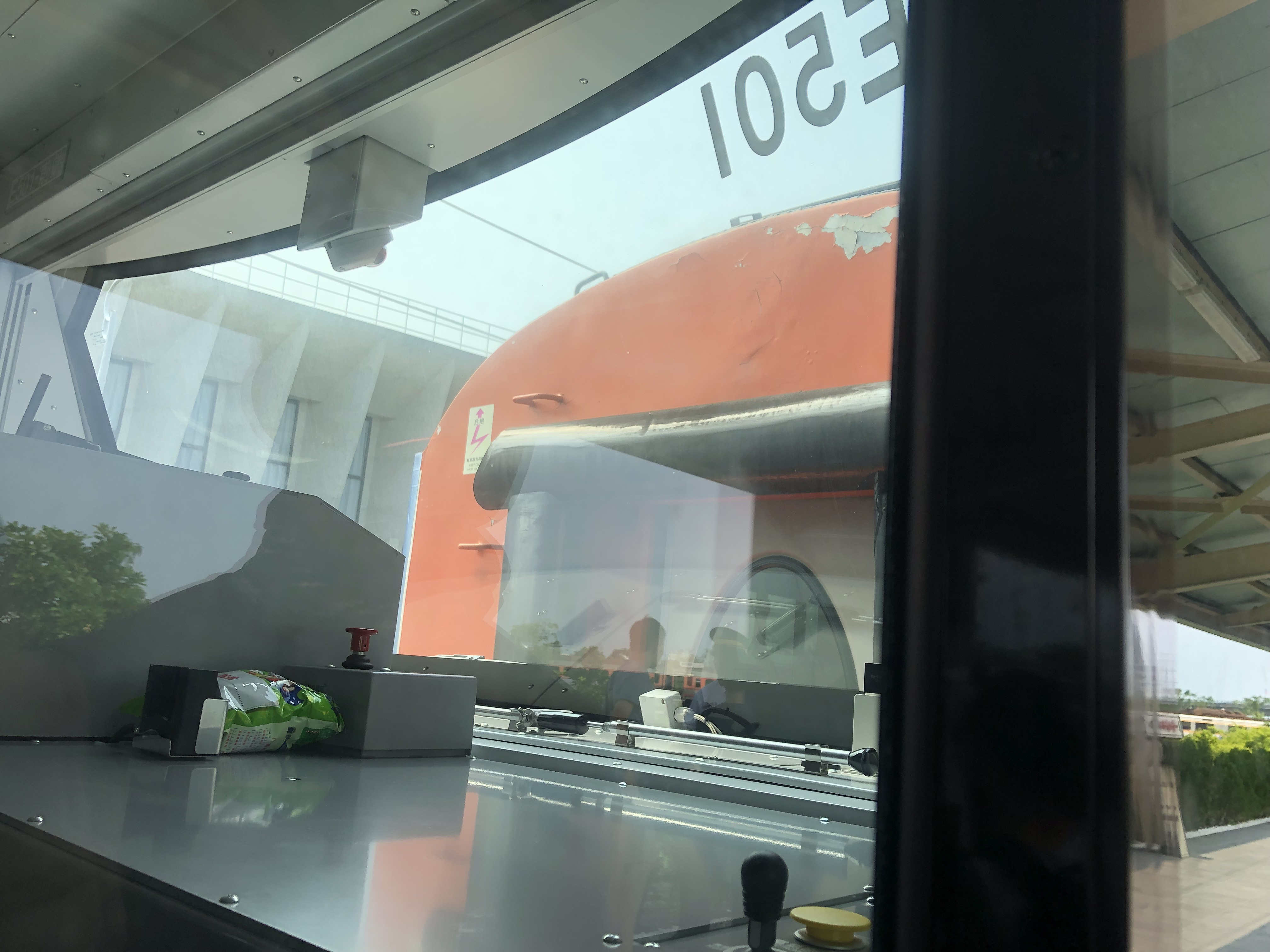
駕駛座內擺放零食乖乖
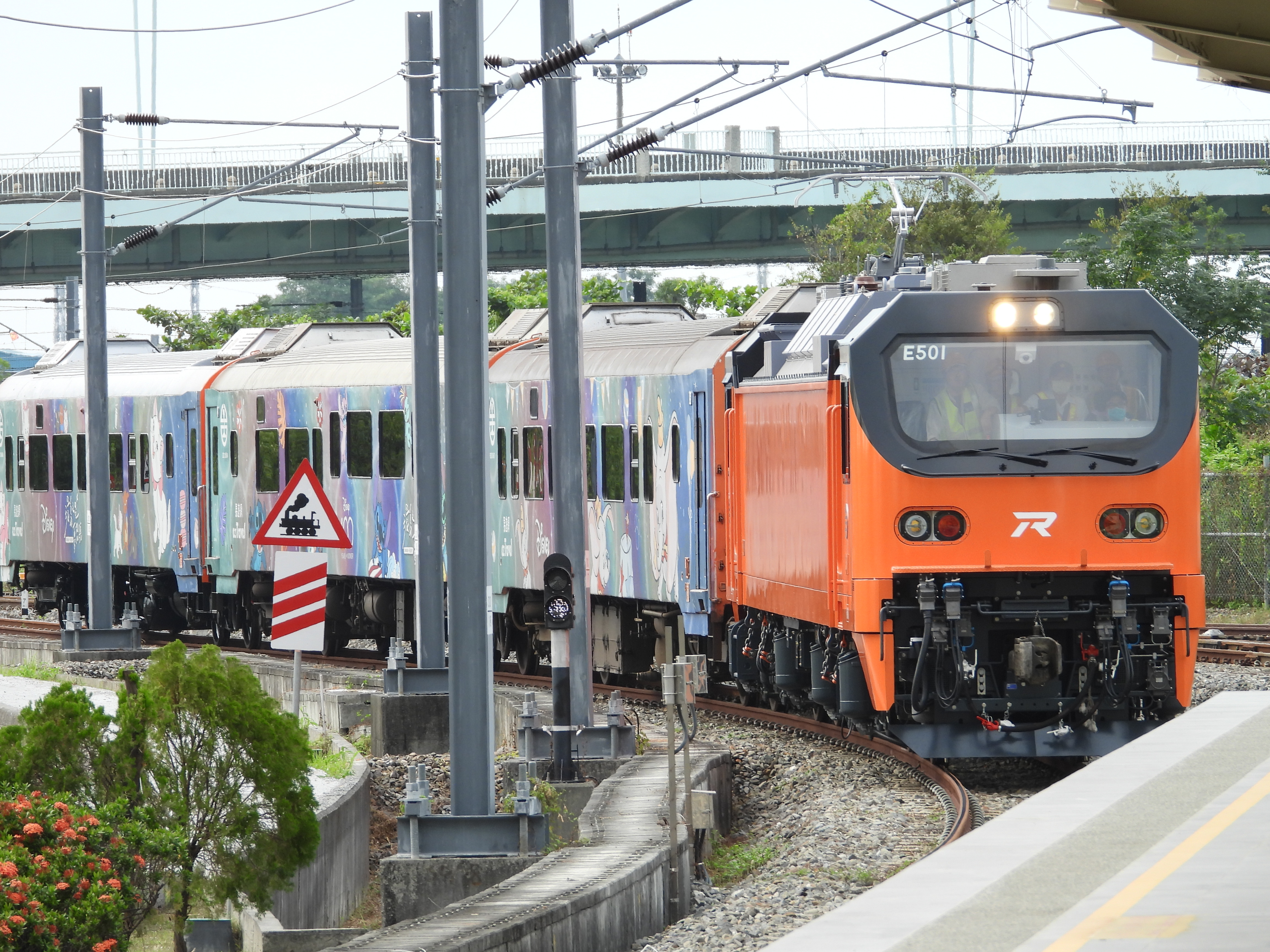
E500電力機車牽引環島之星三節車廂駛南方小站
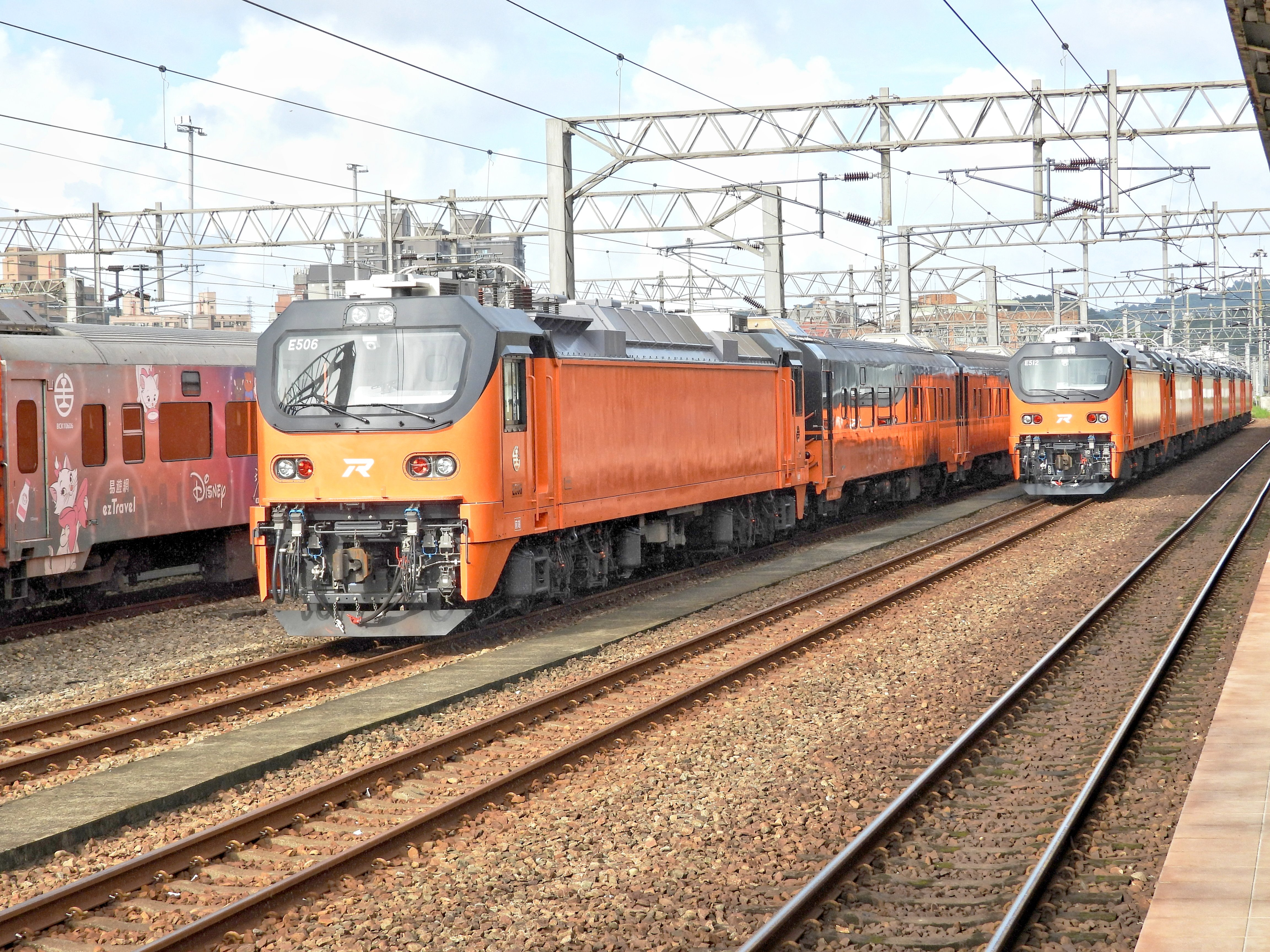
E500電力機車在七堵車站